# Arvière-en-Valromey
Arvière-en-Valromey é uma comuna francesa na região administrativa da Auvérnia-Ródano-Alpes, no departamento de Ain. Estende-se por uma área de 37.18 km². Em 2010 a comuna tinha 731 habitantes (densidade: 19,7 hab./km²).
Foi criada em 1 de janeiro de 2019, a partir da fusão das antigas comunas de Brénaz, Chavornay, Lochieu e Virieu-le-Petit.